# Abborrlika fiskar
Abborrlika fiskar (Percoidei) är en underordning i ordningen abborrartade fiskar. I motsats till andra fiskar i samma ordning har abborrlika fiskar benlika föremål i skallen som inte är hopvuxna med varandra.
Systematiken av underfamiljen kommer troligen att ändras på grund av att den inte utgör någon fylogenetisk grupp. Flera arter i familjen är antingen omtyckta som matfisk eller som akvariefisk.

## Systematik
Enligt klassisk systematik delas underordningen i tre överfamiljer med 79 familjer, cirka 550 släkten och mer än 3 100 arter.
Se huvudartikel: Abborrartade fiskarnas systematik

### Överfamiljer
- Percoidea
- Cepoloidea
- Cirrhitoidea